# Dinan (hrad)
Château de Dinan je francouzský hrad v bretaňském městě Dinan.
Donjon s bránou jsou součástí 2600 metrů dlouhých středověkých hradeb, které obklopují historickou část města. Je také nazýván Donjon de la duchesse Anne (Donjon vévodkyně Anny), a stojí blízko brány Svatého Ludvíka. V letech 1382–1383 jej nechal postavit vévoda Jan IV. Bretaňský zvaný Dobyvatel. Obytnou věž tvoří dvě spojené věže kruhového půdorysu; kolem hradu je vodní příkop.
Hrad byl v roce 1886 prohlášen za historickou památku. Je majetkem obce a hostí místní muzeum současného umění.